# علم غرينادا

علم غرينادا مابين عامي 1967 - 1974

أعتمد علم جزر غرينادا في 7 شباط - فبراير من سنة 1974.

## معنى الوان العلم
- الأحمر: يرمز إلى الشجاعة.
- الأصفر: يرمز إلى الشمس وكذلك إلى الحكمة.
- الأخضر: يرمز إلى الغطاء النباتي في البلاد وإلى الزراعة.
- ★ النجوم : ترمز النجوم الستة المحيطة بالعلم من الجانب الأعلى ومن الجانب الأسفل إلى الأبريشيات الستة الموجودة في البلاد وهي على التوالي أبريشية سانت أندرو، أبريشية سانت ديفيد، أبريشية سانت جون، أبريشية سانت مارك وأبريشية القديس باتريك وجزر غرينادين. أما النجمة السابعة الموجودة في وسط العلم فترمز إلى أبريشية سانت جورج. وفي المثلث الأيسر من العلم يوجد رسم لثمرة جوز الهند وهو يعد واحدا من المحاصيل الرئيسية المهمة في غرينادا.